# هربرت رولینسن
هربرت رولینسن (انگلیسی: Herbert Rawlinson؛ ۱۵ نوامبر ۱۸۸۵ – ۱۲ ژوئیهٔ ۱۹۵۳) هنرپیشه سینما، رادیو و تلویزیون اهل کشور ایالات متحده آمریکا با اصالت بریتانیایی بود. وی بین سال‌های ۱۹۱۱ تا ۱۹۵۳ میلادی فعالیت می‌کرد.
از فیلم‌هایی که وی در آن نقش داشته است می‌توان به شلیک نکن، پیروزی سیاه و هفت گناهکار اشاره کرد.